# Hervé Stalpaert
Hervé Stalpaert (Sint-Andries, 13 oktober 1914 - Assebroek, 3 oktober 1981) was een Vlaams schrijver en volkskundige.

## Levensloop
Stalpaert was een zoon van de telegrafist Arthur Stalpaert en Maria Staelens. Het gezin woonde tegenover het voetbalplein van Cercle Brugge en deze sport werd zijn lievelingsontspanning.
Na een paar middelbare scholen te hebben bezocht, werd hij in 1931 leerling in de Normaalschool Sint-Thomas in Brussel. In 1936 werd hij onderwijzer in de Sint-Kristoffelschool in Assebroek. Hij huwde in 1938 met kleuterleidster Simonne Sercu en ze kregen zeven kinderen.
In 1940 werd hij als krijgsgevangene naar Oost-Pruisen gevoerd, waar hij werkte als landbouwersknecht. Hij keerde naar huis terug in februari 1941.
Van 1946 tot 1951 was Stalpaert druk bezig met het schrijven van geschiedenishandleidingen voor het lager onderwijs, die werden gedrukt en uitgegeven door J. Van In in Lier. Van 1961 tot 1965 publiceerde hij bij Van In 25 reeksen van telkens 8 prenten met historische commentaar.
De Kristoffelschool werd omgevormd tot de lagere afdeling van het nieuwe Onze-Lieve-Vrouwecollege en Stalpaert was er schoolhoofd van 1955 tot 1969.
Hij werd vooral volkskundige, in het kielzog van Jos De Smet, Antoon Viaene en Egied Strubbe. Zijn belangstelling ging vooral naar de volksvertelsels en later ook naar het volkslied.
In het verenigingsleven was hij:
- lid van de gilde De Uylenspiegels, geleid door Maurits Van Coppenolle,
- bestuurslid van de Koninklijke Gidsenbond van Brugge,
- medestichter, in 1958, van het West-Vlaams Verbond van Kringen voor Heemkunde,
- lid van de Koninklijke Commissie voor volkskunde, vanaf 1968,
- hoofdman van de Bond van West-Vlaamse Volkskundigen, sinds 1970. In deze functie zette hij zich in voor publicaties, studiedagen en lessenreeksen.
- In 1971 werd hij lid van de stedelijke adviescommissie voor toponymie en straatnamen.

In Assebroek werd een straat naar hem vernoemd.

## Publicaties
- Vertellen. Handleiding van den volkskundigen verteller, Roeselare, Hernieuwen Uitgaven, 1946.
- Oude Westvlaamse volksvertelsels, Brugge, Desclée de Brouwer, 1946.
- Toverije in het Brugse Vrije, Brugge, Graphica, 1950.
- (samen met Jos De Smet) Assebroek. Heemkundige schets, Brugge, A. Fockenier, 1950.
- Oudvlaamse keuken en kookkunst, Heule, UGA, 1957.
- Oudvlaamse liederen op vliegende bladen, Heule, UGA, 1959.
- Van Vastenavond tot Pasen, Heule, UGA, 1960.
- Westvlaams Sagenboek, Blankenberge, Saeftinge, 1968-69.
- Volkskunde van Brugge, Brugge, Westvlaams Verbond van kringen voor heemkunde, 1974.
- Brugse devotieprenten van Onze-Lieve-Vrouw, 1976.
- Westvlaamse wondersprookjes, 1977.

Stalpaert leverde een groot aantal artikels aan historische en volkskundige tijdschriften, zoals Biekorf, 't Beertje, Brugs Ommeland